# Léo Duarte
Leonardo Campos Duarte da Silva (ur. 17 lipca 1996 w Mococe) – brazylijski piłkarz występujący na pozycji środkowego lub prawego obrońcy w tureckim klubie İstanbul Başakşehir. Wychowanek Desportivo Brasil, w trakcie swojej kariery grał także w takich zespołach jak Flamengo oraz Milan.